# Praistorijska nalazišta u Crnoj Gori
Najpoznatija praistorijska nalazišta u Crnoj Gori za period starijeg kamenog doba su Crvena stijena kod Nikšića (najstariji kameni artefakti su stari oko 180.000 godina, a nalazi o postojanju pračovjeka preko 100.000 godina), Bioče kod Podgorice i pećina Spila kod Perasta. 
Ova nalazišta imaju više kulturnih slojeva, što znači da su ih naseljavali ljudi hiljadama godina. Pronađeni su kameni šiljci, sjekire, strugalice, rezači i ostaci životinjskih kostiju (medvjedа, jelena, divlje svinje...), što govori o naseljima lovaca koji su se bavili i ribolovom.

## Literatura
- Dragoslav Srejović et al, Arheološki leksikon: Preistorija Evrope, Afrike i Bliskog istoka, grčka, etrurska i rimska civilizacija. „Savremena administracija“, Beograd. 1997.  978-86-387-0536-8.